# Крімулдський край
Кріму́лдський кра́й (латис. Krimuldas novads) — адміністративно-територіальна одиниця Латвійської Республіки. Розташований у центральній частині країни, в історичному регіоні Ліфляндія. Адміністративний центр — Рагана. Створений 2009 року. Площа — 339,1 км². Населення — 5323 осіб (2011). До складу краю входять 2 волості.

## Населення
Національний склад краю за результатами перепису населення Латвії 2011 року.
| Національність | К-сть | % |
| -------------- | ----- | - |